# Eduard Trabold

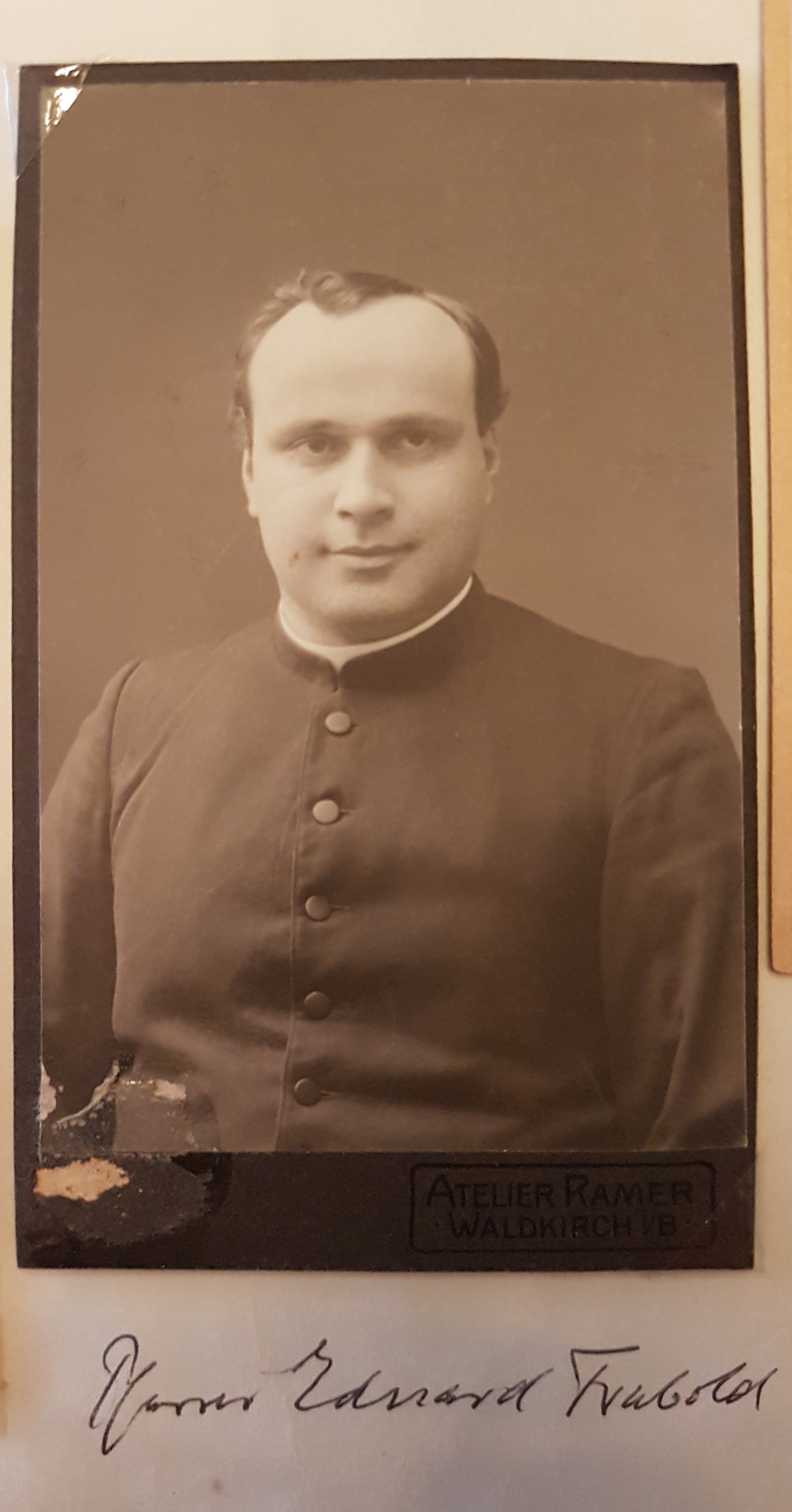
Eduard Trabold

Eduard Trabold (* 19. November 1877 in Walldürn; † 9. Mai 1949 in Kollnau) war langjähriger Pfarrer in der südbadischen Gemeinde Kollnau. Er war entschiedener Gegner des Nationalsozialismus.

## Leben
Nach Stationen als Vikar in Engen, Durlach, Schutterwald, Gernsbach, Hilsbach und als Pfarrverweser in Hilsbach, Plittersdorf und Ewattingen wurde Eduard Trabold 1910 zunächst Kurat der neu gegründeten Pfarrkuratie Kollnau und nach der Erhebung zur Pfarrei 1919 deren erster Pfarrer. Eduard Trabold starb am 9. Mai 1949 und wurde in Kollnau beerdigt.
Sein Lebenswerk besteht im Aufbau der Pfarrgemeinde in Kollnau und im Widerstand gegen den Nationalsozialismus.

## Wirken in der Pfarrgemeinde Kollnau
Die Gemeinde Kollnau war im 19. Jahrhundert durch die ansässige Textilindustrie stark gewachsen. Die Gemeinde hatte daher den Bau einer eigenen Kirche angeregt, die 1910 eingeweiht wurde. Zu diesem Zeitpunkt wurde die Pfarrkuratie Kollnau gegründet, 1919 dann zur Pfarrei erhoben. Eduard Trabold wurde 1910 als Kurat und dann als Pfarrer eingesetzt. Damit oblag ihm gleich auf seiner ersten selbständigen Stelle die Aufgabe, die neue Pfarrei aufzubauen. In Kollnau wurde unter seiner Regie das St.-Josefs-Haus gebaut und die Bläsikapelle im Ortsteil Kohlenbach renoviert. Er initiierte in Kollnau die Gründung mehrerer katholischer Vereine, unter anderem Cäcilienverein, Arbeitnehmerinnenverein, Jungmännerverein und Gesellenverein (1926, später Kolpingsfamilie). Im Josefshaus wurde eine Schwesternstation mit Kindergarten, Krankenpflegestation und Nähschule eingerichtet.
Neben der Aufgabe in Kollnau wurde er auch mit Aufbau der Kuratie und Kirchenbau in der Nachbargemeinde Gutach betraut.

## Ablehnung des Nationalsozialismus
Eduard Trabold war im Bereich der heutigen Stadt Waldkirch einer der wichtigen Widerständigen gegen den Nationalsozialismus.
Auf einem Vortrag bei der Generalversammlung des Katholischen Arbeiterinnenvereins 1931 prangerte Eduard Trabold die Irrlehren des Nationalsozialismus an. Er sprach sich klar gegen das NS-Programm die Schwächsten zu beseitigen aus: „Wo bleibt da das 5. Gebot: Du sollst nicht töten? ... Ein gläubiger Christ kann kein Nationalsozialist sein. Sie predigen einen übertriebenen Nationalismus, der wie ein Götze verehrt wird, ferner den Rassenhass, besonders den Hass gegen andere, was unchristlich ist ...“.
Die klare Ablehnung des Nationalsozialismus durch Pfarrer Trabold hat sicherlich dazu beigetragen, dass die NSDAP in Kollnau bei den Reichstagswahlen 1933 nur bescheidene 17 % erhalten hat, im Land Baden hingegen bereits 45,4 %. Die am politischen Katholizismus orientierte Zentrumspartei erhielt in Kollnau 47 % der Wählerstimmen.
Am 13. Juni 1935 kam es zum Zusammenstoß mit Bürgermeister Kramb, weil Trabold die katholischen Gemeinderäte und die Gemeindebeamten zum Gottesdienst und zur Fronleichnamsprozession eingeladen hatte.
Bürgermeister Kramb erstattete am 18. Juni 1935 Bericht über eine Predigt von Trabolds Vikar Wilhelm Müller. Dieser hatte ausgeführt, dass die Katholiken jetzt fester denn je zusammenstehen müssten, um ihren Glauben zu verteidigen, nachdem die katholischen Dogmen als „Edel-Quatsch“ dargestellt worden waren. Kramb warf dem Vikar vor, dass er eine maßgebende und führende Stelle des Staates anprangern wollte. Und er drohte, dass man solche Entgleisungen nicht mehr dulden könne.

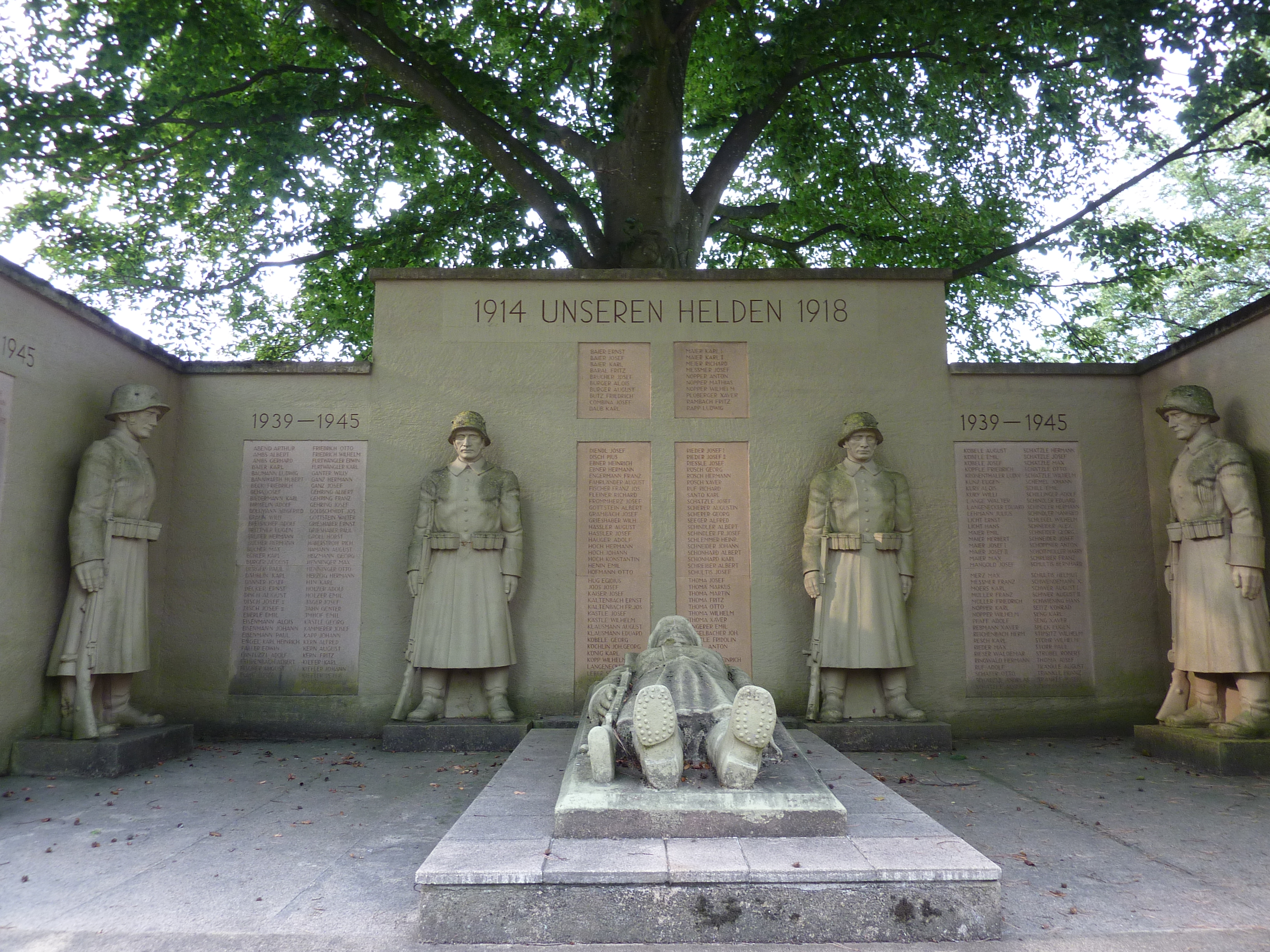
Kriegerdenkmal in Kollnau

1935 entspann sich eine Kontroverse zwischen Pfarrer Trabold und den NS-Denkmalbehörden um die Gestaltung des geplanten Kriegerdenkmals in Kollnau. Die Pfarrgemeinde war bereit, einen Teil des Pfarrgartens zur Verfügung zu stellen. Das Denkmal sollte christlichen Charakter haben und auch das Leid zum Ausdruck bringen, den Hinterbliebenen Trost spenden. Der Entwurf enthielt ein Kreuz mit großer Christus-Figur. Auf Druck der NS-Denkmalbehörden musste diese entfallen, stattdessen wurde ein Kreuz akzeptiert, das durch vier Namens-Tafeln der Weltkriegsopfer gebildet wurde. Dieser Entwurf erhielt die Zustimmung des bischöflichen Ordinariats – und auch des Kollnauer Gemeinderates. Pfarrer Trabold kritisierte, dass das Kreuz neben den sieben 2,40 m großen Soldaten zurücktrete, dass die Soldaten sich wie eine „halbe Kompanie“ ausnähmen, er sprach sich für die Beibehaltung der Christus-Figur aus. Letzten Endes wurde ein dritter Entwurf umgesetzt, bei dem das Kreuz unauffällig hinter den hervorgehobenen Helden-Tafeln zurücktritt. Die Nationalsozialisten setzten ein Denkmal durch, das die Ehre, für das Vaterland zu sterben, hervorhob.
Für den 29. März 1936, den Tag der Reichstagswahl, forderte Bürgermeister Kramb Trabold auf, Kirche und Pfarrhaus mit Hakenkreuz zu beflaggen, obwohl am selben Tag auch eine Primiz gefeiert wurde.
Am 5. Juni 1940 wurde Trabold von der Gestapo Freiburg verhaftet, weil er eine 19 Jahre alte Frau auf Wunsch der Mutter zu veranlassen versucht hatte, sich katholisch trauen zu lassen. Daraufhin hatte ihn der Mann, der zum Kriegsdienst eingezogen und Mitglied der SS war, angezeigt. Nach 21 Tagen wurde Trabold auf Intervention des Erzbischöflichen Ordinariats hin wieder freigelassen.
Während des Krieges nahm er Verwandte in seinem Pfarrhaus auf. Andernfalls hätte er befürchten müssen, dass er Nazi-Spitzel zugewiesen bekommen hätte.

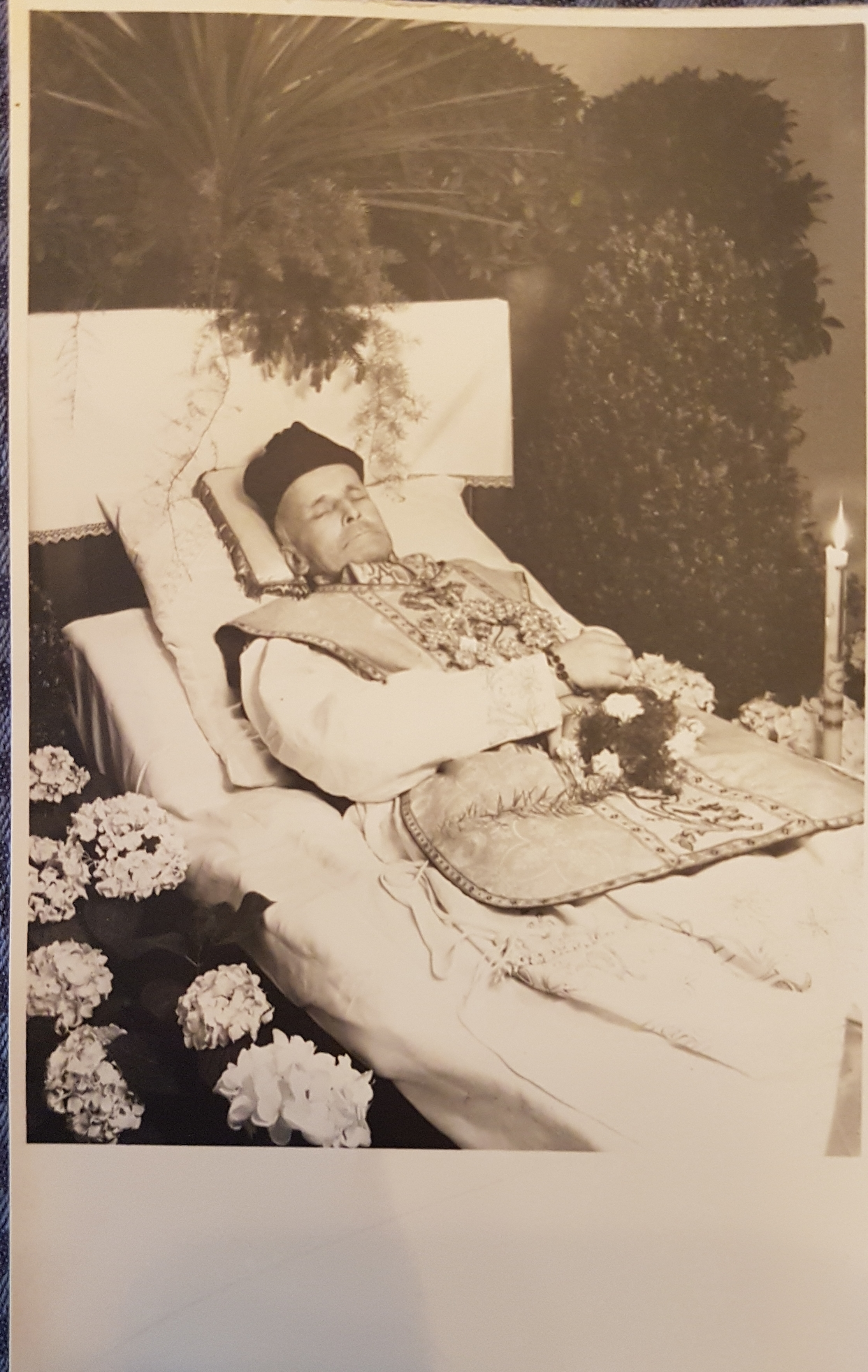
Aufbahrung in der Kirche

## Würdigungen
Der Gemeinderates Kollnau würdigte Trabold anlässlich seines 70. Geburtstages am 19. Nov 1947 so: „Es wird lobend anerkannt, dass Herr Pfarrer Trabold während seiner nun bald 40-jährigen Tätigkeit in Kollnau ein warmes Herz für die Armen hatte und viel Gutes getan hat. Trotz des ihm während der Nazizeit angetanen Unrechts und Leids trachtet er heute nicht nach Vergeltung, sondern verzeiht seinen ehemaligen Widersachern.“
Nach dem Zusammenschluss der Gemeinde Kollnau mit Waldkirch wurde 1975 die bisherige Kirchstraße in Eduard-Trabold-Straße umbenannt. In Walldürn erinnert das Traboldsgäßchen an die Herkunftsfamilie von Pfarrer Trabold.
Der Historiker Wolfram Wette widmet ihm in seinem Buch über den Nationalsozialismus in Waldkirch ein eigenes Kapitel.